# (2955) Newburn
(2955) Newburn (1982 BX1) – planetoida z pasa głównego asteroid okrążająca Słońce w ciągu 3,22 lat w średniej odległości 2,18 j.a. Odkryta 30 stycznia 1982 roku.